# Bogomil

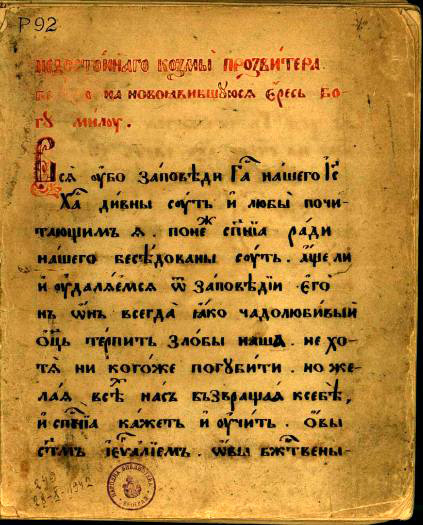
Manuscrit del Sermó contra l'heretgia dels bogomilistes de Cosmas el Sacerdot.

Bogomil (Богомил) fou un sacerdot búlgar i heresiarca del segle x que fou patriarca fundador del corrent herètic dels bogomilistes, secta gnosticomaniquea que negava el naixement diví de Crist i eren partidaris de tornar als orígens del cristianisme. El seu nom, en eslau antic, significa 'amat de Déu'.
Segons el búlgar Cosmas el Sacerdot, al seu sermó contra l'heretgia dels bogomilistes, Bogomil començà a predicar la seva heretgia a Bulgària durant el regnat de l'emperador Pere I de Bulgària, la qual cosa indica que Cosmas hagué d'haver-lo escrit posteriorment, l'any 969. Així com amb la vida de Cosmas, la vida de Bogomil està envoltada en una boira de misteri i la poca cosa que es coneix d'ell és a través dels sermons escrits en contra seva. Hi ha certa incertesa sobre la seva relació amb el sacerdot búlgar Jeremies o si són la mateixa persona. L'afirmació que Jeremies era «un fill (deixeble) de Bogomil» pot ser una interpolació.